# Anne Marie de Orléans
Anne Marie d'Orléans (27 august 1669 - 26 august 1728), a fost regină a Sardiniei și bunica maternă a regelui Ludovic al XV-lea al Franței.

## Primi ani
Anne Marie s-a născut la Castelul Saint-Cloud. Părinții ei erau Filip I, Duce de Orléans (fratele regelui Ludovic al XIV-lea al Franței) și Anne Henrietta a Angliei. Bunicii materni erau Carol I al Angliei și Henrietta Maria a Franței. Sora ei mai mare era Maria Luisa de Orléans, care a devenit regină a Spaniei când Anne Marie avea zece ani. Mama lor a murit la Castelul Saint-Cloud la zece luni după nașterea Annei Marie.
Un an mai târziu, tatăl ei s-a căsătorit cu Elizabeth Charlotte, Prințesă Palatină. Din această căsătorie au rezultat trei copii. Fratele ei vitreg, Filip d'Orléans, viitorul regent al Franței s-a născut din această a doua căsătorie.
Mama ei vitregă a descris-o ca fiind una dintre cele mai amabile și virtuoase femei.

## Căsătorie
La 10 aprilie 1684, Anne Marie s-a căsătorit la Versailles cu Víctor Amadeus II, Duce de Savoia și viitorul rege al Siciliei (1713) și Sardiniei (1720). 
Au avut șase copii:
- Marie Adélaïde (1685-1712), 
  - căsătorită cu Ludovic, duce de Bourgogne; mama viitorului Ludovic al XV-lea al Franței;
- Marie Anne (1687-1690);
- Marie Louise (1688-1714), 
  - prima soție a regelui Filip al V-lea al Spaniei;
- Victor Amadeus (1699-1715), prinț de Piemont;
- Carlo Emanuele III (1701-1773),
  - următorul Duce de Savoia și rege al Sardiniei.
- Emanuele Philibert (1705-1705) Duce de Chablais.

## Succesiunea iacobină
La 1 august 1714, după decesul reginei Anne a Marii Britanii, Anne Marie devine moștenitoare prezumptivă la tronul Angliei, Scoției și Irlandei până la 31 decembrie 1720, când fratele mai mic al reginei Anne, James Francis Edward Stuart autointitulat "Iacob al III-lea și al VIII-lea" are un moștenitor, Charles Edward Stuart.
Prin Anne Marie coboară pretendenții iacobini legitimi la tronul Angliei și Scoției. În 1807, la aproape opt ani după moartea ei, a murit și cardinalul Henry Benedict Stuart, ultimul descendent al unchiului ei regele Iacob al II-lea al Angliei. Iacobinii vedeau legitimă succesiunea la tronurile Angliei și Scoției a descendenților supraviețuitori ai regelui Carol I. în 1807, un pretendent iacobin a fost Charles Emmanuel al IV-lea al Sardiniei, strănepotul Annei Marie de Orléans.
Anne Marie a murit la Torino la 26 august 1728. Soțul ei Víctor Amadeus II a abdicat în favoarea fiului său în 1730 și a murit doi ani mai târziu la Moncalieri.